# Trichoplites lateritiata
Trichoplites lateritiata là một loài bướm đêm trong họ Geometridae.